# Journey 2: The Mysterious Island
Journey 2: The Mysterious Island (prt: Viagem ao Centro da Terra 2: A Ilha Misteriosa; bra: Viagem 2 - A Ilha Misteriosa) é um filme americano em formato 3D lançado em 2012, dirigido por Brad Peyton. É a sequência de Journey to the Center of the Earth (2008). O filme é estrelado por Josh Hutcherson, Dwayne Johnson, Michael Caine,  Vanessa Hudgens, Luis Guzmán e Kristin Davis.

## Elenco
| Ator            | Personagem                       |
| --------------- | -------------------------------- |
| Josh Hutcherson | Sean Anderson                    |
| Dwayne Johnson  | Hank Parsons                     |
| Vanessa Hudgens | Kailani Laguatan                 |
| Michael Caine   | Alexander Anderson,o avô de Sean |
| Luis Guzmán     | Gabato Laguatan                  |
| Kristin Davis   | Elizabeth "Liz" Anderson         |

## Recepção
Lisa Schwarzbaum, da Entertainment Weekly, deu ao filme uma nota B, afirmando: "O filme voa agradavelmente e é instantaneamente esquecível. Talvez Jules Verne possa explicar a ciência disso". Randy Cordova, da Arizona Republic, disse: "Johnson não pode salvar o filme, dirigido por Brad Peyton, de ser um salto superficial de uma ideia aparentemente não relacionada ao próximo". Roger Ebert, que deu ao primeiro filme duas estrelas, deu para esta sequência duas estrelas e meia, afirmando: "Não é um bom filme no sentido usual (ou a maioria dos sentidos), mas é alegre e bem natural, e Michael Caine e Dwayne Johnson estão entre os atores mais simpáticos".

## Sequências
Em agosto de 2014, foi anunciado que Carey Hayese Chad Hayes estavam escrevendo o roteiro para o terceiro filme. Em 2015, foi anunciado que Brad Peyton e Dwayne Johnson iriam dirigir e estrelar a sequela, respectivamente. Mais tarde foi anunciado que haveria duas sequelas, em vez de uma. Em março de 2017, foi anunciada a produção de Journey 3: From the Earth to the Moon. Além disso, Anna Colwell interpretará Jessica.
Em 2018, o ator Dwayne Johnson confirmou que o terceiro filme seria cancelado:
"Meu objetivo de adaptar 'Da Terra à Lua', de Júlio Verne, tornou-se um grande desafio criativo para ser solucionado," disse o autor.